# Matt Fallon (nadador)
Matt Fallon (Warren, 3 de octubre de 2002) es un deportista estadounidense que compite en natación.
Ganó una medalla de bronce en el Campeonato Mundial de Natación de 2023, en la prueba de 200 m braza.
Estudió Ciencias de la Computación y de la Información en la Universidad de Pensilvania.

## Palmarés internacional
| Campeonato Mundial | Campeonato Mundial | Campeonato Mundial | Campeonato Mundial |
| Año                | Lugar              | Medalla            | Prueba             |
| ------------------ | ------------------ | ------------------ | ------------------ |
| 2023               | Fukuoka (Japón)    | Medalla de bronce  | 200 m braza        |